# Você Nunca Esteve Sozinha
Você Nunca Esteve Sozinha é um documentário brasileiro de sete episódios que revela a origem de Juliette no interior da Paraíba, apresentando suas escolhas profissionais e pessoais que fizeram ela ser campeã da vigésima primeira temporada do Big Brother Brasil. A série, que tem direção geral de Patricia Carvalho e direção de Patricia Cupello foi lancada no Globoplay em 29 de junho de 2021.

## Sinopse
A série documental Você Nunca Esteve Sozinha, acompanha a vida e origem de Juliette no interior da Paraíba, sua relação com a família e amigos e momentos difíceis que mudaram sua trajetória, como a perda de sua irmã mais nova, vítima de um AVC aos 17 anos. O documentário também passa por suas escolhas profissionais e pessoais que fizeram ela ser campeã da vigésima primeira temporada do Big Brother Brasil.

## Produção

### Anúncio e lançamento
Em 18 de junho de 2021, Juliette foi ao programa matinal Mais Você e anunciou a produção de uma série documental que estrearia em junho de 2021 e contaria com seis episódios, que foram publicados semanalmente, mais tarde foi adicionado um episodio extra no documentário.
Gravada logo após de sua saída da vigésima primeira temporada do Big Brother Brasil como campeã do reality show, a série conta com participações de Anitta, Selton Mello, Susana Vieira, Lucas Penteado, Gil do Vigor, Camilla de Lucas, Duda Beat, Maria Gadú dentre outros artistas que se tornaram amigos e fã de Juliette. A série documental foi lançada em 29 de junho de 2021 pelo Globoplay.

## Episódios
| Temporada | Temporada | Episódios | Episódios | Originalmente exibido | Originalmente exibido |
| Temporada | Temporada | Episódios | Episódios | Estreia da temporada  | Final da temporada    |
| --------- | --------- | --------- | --------- | --------------------- | --------------------- |
|           | 1         | 7         | 7         | 29 de junho de 2021   | 5 de setembro de 2021 |

### 1.ª temporada
| N.º | Título                              | Dirigido por      | Escrito por      | Exibição original     |
| --- | ----------------------------------- | ----------------- | ---------------- | --------------------- |
| 1 | "Disparada"                         | Patricia Carvalho | Patricia Cupello | 29 de junho de 2021   |
| Consagrada campeã do BBB 21, Juliette se depara com o reconhecimento que conquistou em 100 dias. Um mergulho no passado resgata momentos de sua infância e adolescência na Paraíba.         |                                     |                   |                  |                       |
| 2 | "A_MOReninha"                       | Patricia Carvalho | Patricia Cupello | 6 de julho de 2021    |
| A perda de Julienne, vítima de AVC aos 17 anos, abala a família. Os tempos de Juliette na faculdade, o início da carreira no Direito e na maquiagem e as tentativas de entrar no BBB.       |                                     |                   |                  |                       |
| 3 | "Premonição"                        | Patricia Carvalho | Patricia Cupello | 13 de julho de 2021   |
| De volta ao BBB 21, Juliette reencontra Lumena e Lucas Penteado. Fora da casa, a multidão de cactos se forma em torcida. Elba Ramalho e Francisco, el Hombre cantam com a campeã.           |                                     |                   |                  |                       |
| 4 | "Nasce uma estrela"                 | Patricia Carvalho | Patricia Cupello | 20 de julho de 2021   |
| Os altos e baixos de Juliette no BBB e a mobilização dos amigos do outro lado. O reencontro com Gil do Vigor e Camilla de Lucas, e os musicais com Duda Beat, Solange Almeida e Maria Gadú. |                                     |                   |                  |                       |
| 5 | "Depois do reality, a realidade"    | Patricia Carvalho | Patricia Cupello | 27 de julho de 2021   |
| O primeiro contato com o mundo externo, amigos e família após 100 dias na casa mais vigiada do Brasil. Juliette deixa o reality como campeã e encontra uma nova vida.                       |                                     |                   |                  |                       |
| 6 | "Não solto meu Nordeste nem a pau!" | Patricia Carvalho | Patricia Cupello | 3 de agosto de 2021   |
| A emoção de Juliette ao retornar à Paraíba. Os primeiros encontros musicais com artistas conhecidos pelo público e os desafios do início da carreira como cantora.                          |                                     |                   |                  |                       |
| 7 | "Missão"                            | Patricia Carvalho | Patricia Cupello | 5 de setembro de 2021 |
| A trajetória de Juliette como cantora e os bastidores da gravação do primeiro EP e videoclipe. Com depoimentos de Carlinhos Brown, Rodolffo, Chico César, Gilberto Gil e Anitta.            |                                     |                   |                  |                       |

## Recepção
| Críticas profissionais | Críticas profissionais |
| Avaliações da crítica  | Avaliações da crítica  |
| Fonte                  | Avaliação              |
| ---------------------- | ---------------------- |
| AdoroCinema            | [ 4 ]                  |
| Omelete                | [ 5 ]                  |

O documentário foi um sucesso imediato de audiência de consumo do Globoplay em um único dia, liderando a lista de documentários mais vistos da plataforma em 2021.